# José Mariano Sanjurjo
José Mariano Sanjurjo (La Paz, 1751 - ¿?) fue un abogado y militar de ascendencia española que combatió la sublevación indígena de Túpac Katari en 1781 y actuó como fiscal contra los cabecillas rebeldes.

## Biografía
José Mariano Sanjurjo y Diez de Medina nació en La Paz el 22 de febrero de 1751, fue hijo de José Antonio Sanjurjo y Montenegro y de Catalina Diez de Medina y Vidangos.
Su padre, José Antonio, era un hidalgo español proveniente de la región de Galicia. Se casó con Catalina Diez de Medina el 1 de marzo de 1749, fue teniente coronel del batallón de milicias en 1780. Acompañó al gobernador Sebastián de Segurola en su campaña contra el pueblo de Laja en marzo de 1781, quemaron el pueblo pero fueron atacados cuando regresaban a la ciudad y Sanjurjo fue herido con una pedrada en el pie. Al llegar a La Paz siguió apoyando con la defensa de la ciudad pero ya no se arriesgó a salir de sus murallas, realizó varias donaciones en comida y dinero para resistir los ataques de Katari. Ascendió a coronel en 1782, posteriormente fue alcalde de la ciudad y llegó a fallecer el 9 de noviembre de 1793. Su hermano José María fue miembro de la Junta Real de Hacienda.
Su madre Catalina, era miembro de una de las familias más ricas y mejor conectadas de la Intendencia de La Paz. Fue hermana de Francisco Tadeo Díez de Medina, el Oidor de la Real Audiencia de Santiago de Chile.
José Mariano fue enviado muy joven a la ciudad de La Plata donde estudió en el colegio letras, filosofía y teología en el Colegio de San Cristóbal. Luego pasó a la Universidad Mayor Real y Pontificia San Francisco Xavier de Chuquisaca donde obtuvo el doctorado en cánones y leyes. Pasó a servir como asesor de cabildo en Potosí, Oruro y luego en La Paz. Llegó a ser alcalde de primer voto de la ciudad de La Paz y luego pasó a ser capitán de caballería de la Provincia de Omasuyos.
En 1781 fue ascendido a teniente coronel mientras servía en la defensa de la ciudad de La Paz contra los ataques de la sublevación indígena de Túpac Katari. Su actuación se tiene registrada desde el 4 de abril cuando combatió contra un grupo de indígenas que atacaban la ciudad, luego el 9 de abril sirvió en las trincheras del barrio de San Francisco cuando se animó a conversar con los sublevados ofreciendo el perdón si entregaban las armas, su ofrecimiento fue rechazado y Sanjurjo tuvo que ordenar disparar contra los atacantes matando a 14 de ellos.
El 19 de abril empezó la construcción de un fuerte para reforzar la defensa de la ciudad, éste se encontraba en la muralla que defendía la zona este de la ciudad y su construcción fue pagada por el Oidor Francisco Tadeo Díez de Medina, tío de José Mariano Sanjurjo.
Finalmente cuando la rebelión indígena fue derrotada y los cabecillas apresados, Sanjurjo fue colocado por su tío como fiscal en contra de Túpac Katari, Bartolina Sisa y otros líderes rebeldes que fueron ajusticiados salvajemente.
Sanjurjo se casó con María del Carmen Tinajero y Ochagabia, hija de Andrés Tinajero y de Tomasa Ochagabia. En 1792 reemplazó a su suegro como gobernador de Puno y en 1803 aparece como teniente coronel del batallón de milicias de ese lugar.